# Facundo Di Biasi
Facundo Di Biasi (La Plata, 22 giugno 2005) è un calciatore argentino, centrocampista del Gimnasia (LP).

## Caratteristiche tecniche
Di ruolo centrocampista centrale, può essere adattato al centro della difesa.

## Carriera
È cresciuto nel settore giovanile del Gimnasia (LP), con cui ha debuttato il 9 febbraio 2025 nell'incontro di Primera División vinto 3-0 contro il Godoy Cruz.

## Statistiche

### Presenze e reti nei club
Statistiche aggiornate al 24 febbraio 2025.
| Stagione        | Squadra         | Campionato      | Campionato | Campionato | Coppe nazionali | Coppe nazionali | Coppe nazionali | Coppe continentali | Coppe continentali | Coppe continentali | Altre coppe | Altre coppe | Altre coppe | Totale | Totale | Totale |
| Stagione        | Squadra         | Comp            | Pres       | Reti       | Comp            | Pres            | Reti            | Comp               | Pres               | Reti               | Comp        | Pres        | Reti        | Pres   | Reti   |        |
| --------------- | --------------- | --------------- | ---------- | ---------- | --------------- | --------------- | --------------- | ------------------ | ------------------ | ------------------ | ----------- | ----------- | ----------- | ------ | ------ | ------ |
| 2025            | Gimnasia (LP)   | PD              | 4          | 0          | CA              | 0               | 0               |                    | -                  | -                  |             | -           | -           | 4      | 0      |        |
| Totale carriera | Totale carriera | Totale carriera | 4          | 0          |                 | 0               | 0               |                    | -                  | -                  |             | -           | -           | 4      | 0      |        |